# Campionati mondiali di ginnastica artistica 2002
I Campionati mondiali di ginnastica artistica 2002 sono stati la 36ª edizione della competizione. Si sono svolti alla Főnix Hall di Debrecen, in Ungheria, dal 20 al 24 novembre. Non si svolgono le finali del concorso a squadre e del concorso individuale. Come per i Campionati mondiali del 1992 e i Campionati mondiali del 1996 vengono assegnate solo medaglie per le finali di specialità.

## Podi

### Uomini
| Evento                | Oro                  | Punteggio | Argento                  | Punteggio | Bronzo           | Punteggio |
| Corpo libero          | Marian Drăgulescu    | 9.712     | Jordan Jovčev            | 9.675     | Paul Hamm        | 9.625     |
| Cavallo con maniglie  | Marius Urzică        | 9.787     | Xiao Qin                 | 9.750     | Takehiro Kashima | 9.687     |
| Anelli                | Szilveszter Csollány | 9.725     | Jordan Jovčev            | 9.675     | Matteo Morandi   | 9.650     |
| Volteggio             | Li Xiaopeng          | 9.818     | Leszek Blanik            | 9.675     | Yang Wei         | 9.631     |
| Parallele simmetriche | Li Xiaopeng          | 9.812     | Mitja Petkovšek          | 9.787     | Alexei Sinkevich | 9.712     |
| Sbarra                | Vlasios Maras        | 9.725     | Ivan Ivankov Aljaž Pegan | 9.700     | —                | —         |

### Donne
| Evento                 | Oro                  | Punteggio | Argento            | Punteggio | Bronzo             | Punteggio |
| Volteggio              | Elena Zamolodchikova | 9.443     | Natal'ja Ziganšina | 9.393     | Oksana Chusovitina | 9.387     |
| Parallele asimmetriche | Courtney Kupets      | 9.550     | Oana Petrovschi    | 9.525     | Ludmila Ezhova     | 9.375     |
| Trave                  | Ashley Postell       | 9.537     | Oana Ban           | 9.350     | Irina Yarotska     | 9.212     |
| Corpo libero           | Elena Gómez          | 9.487     | Verona van de Leur | 9.350     | Samantha Sheehan   | 9.325     |

## Risultati (in dettaglio)

### Corpo libero maschile
| Pos.    | Ginnasta          | Totale |
| ------- | ----------------- | ------ |
| Oro     | Marian Drăgulescu | 9.712  |
| Argento | Jordan Jovčev     | 9.675  |
| Bronzo  | Paul Hamm         | 9.625  |
| 4       | Diego Hypólito    | 9.575  |
| 5       | Ioan Suciu        | 9.562  |
| 5       | Roman Zozulya     | 9.562  |
| 7       | Yang Wei          | 8.550  |
| X       | Gervasio Deferr   | 9.700  |

### Cavallo con maniglie
| Pos.    | Ginnasta         | Totale |
| ------- | ---------------- | ------ |
| Oro     | Marius Urzică    | 9.787  |
| Argento | Xiao Qin         | 9.750  |
| Bronzo  | Takehiro Kashima | 9.687  |
| 4       | Teng Haibin      | 9.662  |
| 5       | Eric Casimir     | 9.650  |
| 6       | Nikolai Kryukov  | 9.625  |
| 6       | Ioan Suciu       | 9.625  |
| 8       | Paul Hamm        | 9.050  |

### Anelli
| Pos.    | Ginnasta             | Totale |
| ------- | -------------------- | ------ |
| Oro     | Szilveszter Csollány | 9.725  |
| Argento | Jordan Jovčev        | 9.675  |
| Bronzo  | Matteo Morandi       | 9.650  |
| 4       | Hiroyuki Tomita      | 9.637  |
| 4       | Ivan Ivankov         | 9.637  |
| 6       | Andrea Coppolino     | 9.625  |
| 7       | Timur Kurbanbayev    | 9.600  |
| 8       | Jeffrey Johnson      | 9.550  |

### Volteggio maschile
| Pos.    | Ginnasta          | Totale |
| ------- | ----------------- | ------ |
| Oro     | Li Xiaopeng       | 9.818  |
| Argento | Leszek Blanik     | 9.675  |
| Bronzo  | Yang Wei          | 9.631  |
| 4       | Kyle Shewfelt     | 9.512  |
| 5       | Benoît Caranobe   | 9.474  |
| 6       | Yernar Yerimbetov | 9.400  |
| 7       | Marian Drăgulescu | 9.374  |
| 8       | Robert Gal        | 9.212  |

### Volteggio femminile
| Pos.    | Ginnasta             | 1° Salto | 2° Salto | Totale |
| ------- | -------------------- | -------- | -------- | ------ |
| Oro     | Elena Zamolodchikova | 9.450    | 9.437    | 9.443  |
| Argento | Natalia Ziganshina   | 9.412    | 9.375    | 9.393  |
| Bronzo  | Oksana Chusovitina   | 9.462    | 9.312    | 9.387  |
| 4       | Oana Petrovschi      | 9.387    | 9.337    | 9.362  |
| 5       | Sabina Cojocar       | 9.287    | 9.387    | 9.337  |
| 6       | Ashley Postell       | 9.337    | 9.125    | 9.231  |
| 7       | Verona van de Leur   | 9.262    | 9.112    | 9.187  |
| 8       | Alona Kvasha         | 9.262    | 8.912    | 9.087  |

### Parallele asimmetriche
| Pos.    | Ginnasta           | Totale |
| ------- | ------------------ | ------ |
| Oro     | Courtney Kupets    | 9.550  |
| Argento | Oana Petrovschi    | 9.525  |
| Bronzo  | Ludmila Ezhova     | 9.375  |
| 4       | Elizabeth Tweddle  | 9.312  |
| 5       | Laura van Leeuwen  | 8.612  |
| 6       | Tatiana Zharganova | 8.187  |
| 7       | Svetlana Khorkina  | 7.387  |
| 8       | Irina Yarotska     | 7.000  |

### Trave
| Pos.    | Ginnasta             | Totale |
| ------- | -------------------- | ------ |
| Oro     | Ashley Postell       | 9.537  |
| Argento | Oana Ban             | 9.350  |
| Bronzo  | Irina Yarotska       | 9.212  |
| 4       | Svetlana Khorkina    | 9.125  |
| 5       | Yevgeniya Kuznetsova | 9.075  |
| 6       | Ludmila Ezhova       | 8.975  |
| 7       | Ilaria Colombo       | 8.750  |
| 8       | Oksana Chusovitina   | 8.312  |

### Corpo libero femminile
| Pos.    | Ginnasta           | Totale |
| ------- | ------------------ | ------ |
| Oro     | Elena Gómez        | 9.487  |
| Argento | Verona van de Leur | 9.350  |
| Bronzo  | Samantha Sheehan   | 9.325  |
| 4       | Oana Ban           | 9.275  |
| 5       | Daniele Hypólito   | 9.237  |
| 6       | Oksana Chusovitina | 9.137  |
| 7       | Natalia Ziganshina | 8.862  |
| 8       | Brenda Magana      | 8.462  |